# Neolimonia lustralis
Neolimonia lustralis là một loài ruồi trong họ Limoniidae. Chúng phân bố ở vùng Tân nhiệt đới.